# Oncidium ornithopodum
Oncidium ornithopodum är en orkidéart som beskrevs av Heinrich Gustav Reichenbach. Oncidium ornithopodum ingår i släktet Oncidium och familjen orkidéer. Inga underarter finns listade i Catalogue of Life.